# Waterton (Nouvelle-Zélande)
Pour les articles homonymes, voir Waterton.
Waterton est une ancienne localité de la région de Canterbury dans l'Île du Sud de la  Nouvelle-Zélande.

## Gouvernance
Elle est toujours officiellement reconnue comme une ville.

## Situation
La ville de Waterton est localisée dans la  plaine de Canterbury au sud de la ville d'Ashburton sur la côte de l'Océan Pacifique, entre le fleuve  Ashburton et le fleuve Hinds. Les localités proches comprennent la ville d'Ashton et de Wheatstone vers le nord-est, Flemington vers le nord, Eiffelton vers le nord-ouest et Longbeach vers le sud-ouest.

## Histoire
La ville de Waterton fut fondée dans la seconde moitié du XIXe siècle dans la plaine Canterbury et fut colonisée par les immigrants Européens. Vers 1888, elle avait déjà son propre hôtel de ville. L'Église catholique du secteur de Longbeach et Waterton assuraient l'administration de la paroisse d'Ashburton mais la messe n'était pas dite dans ce secteur. Apparemment, la messe fut célébrée dans l'église de Waterton Hall, avec la présence de 60 personnes mais elle fut plus tard dite à Eiffelton plutôt qu'Waterton.

## Activités économiques
À son apogée, Waterton était une ville de service pour la zone rurale, qui l'entourait immédiatement. Elle abritait 235 personnes et avait des installations, telles qu’un magasin général, un bureau de poste, une bibliothèque publique, un hôtel, et une école. L'activité économique était en rapport avec l'agriculture, avec un abattoir et un moulin à blé, qui étaient tous les deux localisés dans la ville. Toutefois, durant la fin de la deuxième moitié du XXe siècle, Waterton déclina sévèrement.

## Aujourd'hui
Waterton est de fait une ville fantôme. Au début de l'année 2000, les titres des terres des anciens lotissements furent amalgamés par les propriétaires et ensuite de nouveau divisés dans de nouveau lifestyle blocks ou résidence secondaires (en) pour leur développement. Les nouveaux propriétaires en appelèrent au 'Ashburton District Council' pour révoquer le nom des anciennes rues de la ville, qui avec le temps étaient devenues des routes sans forme, afin qu'ils puissent fusionner les propriétés en de nouvelles propriétés. En août 2006, le Conseil accepta cette requête et supprima les routes concernées.
Quelques restes de la ville de Waterton sont maintenant laissés à part, en dehors de l'hôtel de ville et du cimetière local, qui n'est pas très loin du site du centre-ville. Une église anglicane autrefois localisée dans Waterton a été transférée vers le site de la ligne historique de Plains Vintage Railway (en) dans la ville de Tinwald.